# USS Altamaha (CVE-18)
USS Altamaha (CVE-18) – amerykański lotniskowiec eskortowy typu Bogue. Jego nazwa pochodziła od rzeki Altamaha w stanie Georgia.
Stępkę okrętu położono 19 grudnia 1941 w stoczni Seattle-Tacoma Shipbuilding Corporation. Kontrakt podpisała Maritime Commission (kontrakt MC hull 235) na statek typu C3-S-A1. Zwodowano go 25 maja 1942, matką chrzestną była pani Combs (żona Thomasa S. Combsa - dowódcy USS "Casco" (AVP-12)). Jednostka weszła do służby w US Navy 15 września 1942, jej pierwszym dowódcą był Captain J. R. Tate .
Okręt był w służbie w czasie II wojny światowej. Działał jako jednostka szkolna, transportowa i eskortowa na Pacyfiku.
Okręt został wycofany ze służby 27 września 1946 i przeniesiony do rezerwy. Otrzymał oznaczenie CVHE-18 12 czerwca 1955. Jego nazwę skreślony z listy jednostek floty 1 marca 1959. Sprzedano go 25 kwietnia 1961 firmie Eisenberg & Co. W tym samym roku został zezłomowany w Japonii.